# Eric Lenneberg
Eric Heinz Lenneberg (Düsseldorf, 19 de setembro de 1921 – White Plains, Nova Iorque, 31 de maio de 1975), foi um linguista e neurocientista de origem alemã, cujas ideias sobre aquisição da linguagem e inatismo foram extremamente influentes na segunda metade de século XX. Junto a Noam Chomsky, Morris Halle, George A. Miller, entre outros, lançou as bases daquilo que viria a ser conhecido como biolinguística, o estudo das bases biológicas da linguagem.
Relativamente pouco conhecido e citado pela comunidade linguística em geral, o trabalho de Lenneberg tem vindo a ganhar popularidade entre os estudiosos da biologia da linguagem desde o início do século XXI.